# Puripol Boonson
Puripol Boonson (né le 13 janvier 2006 à Surin) est un athlète thaïlandais, spécialiste des épreuves de sprint.

## Biographie
Au sein de son école primaire, l'école St. Raphael à Samut Prakan, Puripol Boonson, a commencé sa carrière en jouant au handball. Repéré par son premier entraîneur, il a ensuite intégré l'école Assumption Samut Prakan où il s'est consacré entièrement à la course. Depuis, il a battu de nombreux records nationaux thaïlandais et a réalisé de remarquables performances.

### Jeux d'Asie du Sud-Est et mondiaux Junior de Cali à 16 ans (2022)
Il attire l'attention en 2022, lorsqu'il remporte la médaille d'or du 100 m, du 200 m et du relais 4 × 100 m aux Jeux d'Asie du Sud-Est se déroulant à Hanoï, au Viêt Nam. Établissant par la même occasion un nouveau record des SEA Games en 20 s 37 sur le 200m, à l'âge de 16 ans.
Le 26 juin 2022, lors du World Continental Tour à Almaty, il établit un record sur 200 m en 20 s 19, devenant la troisième meilleure performance cadette de tous les temps derrière Erriyon Knighton et Usain Bolt.
Par conséquent, il a également réussi à réaliser les minima requis pour participer au Championnat du monde d'athlétisme 2022. Toutefois, la Fédération thaïlandaise d'athlétisme choisira de le préserver pour les Championnats du monde juniors d'athlétisme 2022.
Le 2 août 2022, en demi-finale du 100 m des championnats du monde juniors, à Cali en Colombie, Puripol Boonson établit la meilleure performance mondiale cadet de tous les temps en 10 s 09 (+ 0,7 m/s), améliorant de 6/100e de seconde l'ancien record détenu par l'Américain Anthony Schwartz depuis 2017. (Cependant, son record a été récemment battu par l'Américain Christian Miller en juillet 2023, qui a couru en 10 s 06.) 
Il se classe quatrième de la finale, manquant la médaille de bronze pour un millième de seconde.

### Blessure et médaille d'argent aux Jeux d'Asie à 17 ans (2023)
Lors des Jeux d'Asie du Sud-Est de 2023, Boonson a malheureusement subi une blessure aux ischio-jambiers lors de la finale du 200 mètres. Cette blessure l'a contraint à se retirer de la compétition, ce qui l'a empêché de participer par la suite au Championnat d'Asie U20.
En juillet 2023, lors des Championnats d'Asie d'athlétisme à Bangkok. Il participe à l'épreuve du relais 4 × 100 m et contribue à la victoire de son équipe en 38 s 55, remportant ainsi la médaille d'or. De plus, cette performance se traduira par l'établissement d'un nouveau record national ainsi que d'un nouveau record de championnat.
Aux Jeux asiatiques de Hanghzou, ayant lieu septembre 2023, lors de la demi-finale du 100 m, Puripol Boonson égale la meilleure performance cadette mondiales qu'il avait perdue plus tôt dans l'année, réalisant un temps de 10 s 06. En finale, il décroche la deuxième place en 10 s 02, mais avec un vent trop favorable pour que son record soit homologué.
Craignant de répéter sa blessure, lors des demi-finales du 200 m auxquelles il était qualifié, il n'a parcouru que quelques mètres avant de se retirer de la course, préférant se ménager pour le relais 4 x 100m. En finale du relais, il termine 4e en 38 s 81, à seulement sept centièmes de la médaille de bronze remportée par la Corée du Sud.

### Jeux olympiques à 18 ans et médaillé d'argent aux mondiaux Junior de Lima (2024)
Le 4 mai, il participe avec son équipe à l'épreuve du relais 4 × 100 m lors des Relais mondiaux à Nassau, dans l'espoir de se qualifier pour les Jeux olympiques de 2024, mais ils n'y parviennent pas, finissant 5e du second round de qualification.
Le 15 juin, lors des championnats thaïlandais d'athlétisme, il remporte la première place sur 100 m avec un temps de 10,17 secondes.
Grâce à ses nombreuses courses réalisées aux États-Unis, Boonson se qualifie pour les Jeux olympiques d'été de 2024 à Paris sur 100 m, en étant classé 47ᵉ mondial.
Il est nommé porte-drapeau de la délégation thaïlandaise aux Jeux olympiques d'été de 2024,, aux côtés de la skateuse de 12 ans Vareeraya Sukasem.
Lors des JO de Paris, il obtient une qualification automatique lors des séries en terminant 3ᵉ en 10,13 secondes, derrière le Jamaïcain Oblique Seville et le Japonais Abdul Hakim Sani Brown.
Il échouera aux portes de la finale, terminant dernier de sa demi-finale en 10,14 secondes.
Lors des Championnats du monde juniors d'athlétisme, à Lima au Pérou, il remporte la médaille d'argent du 100 m en 10 s 22 (-0,9). Il réalise ainsi un exploit historique en devenant le premier athlète thaïlandais à remporter une médaille dans cette catégorie.
En finale du relais 4 × 100 m, bien que l'équipe thaïlandaise soit avant-dernière au moment où Puripol Boonson reçoit le témoin, il réussit une remontée spectaculaire jusqu'à la troisième place, devançant l'équipe française de quatre centièmes. Grâce à cette performance, la Thaïlande décroche la médaille de bronze en 39 s 39, établissant ainsi un nouveau record national U20.

### (2025)
En mai, lors des Relais mondiaux organisés au Stade olympique du Guangdong de Canton, l’équipe thaïlandaise termine cinquième de son second tour de qualification.
Quelques semaines plus tard, aux Championnats d'Asie d'athlétisme à Gumi, il décroche la médaille d’argent sur 100 mètres en 10 s 20, devancé par le Japonais Hiroki Yanagita. Il obtient également une deuxième médaille d'argent avec l’équipe thaïlandaise du relais 4 × 100 m, qui termine en 38 s 78, battue par la Corée du Sud, pays hôte, auteur d’un nouveau record des championnats en 38 s 49 (l’ancien record, 38 s 55, avait été établi par la Thaïlande).
Lors des Jeux mondiaux universitaires d'été, Boonson fait figure de favori sur 100 mètres, aux côtés de son principal rival Bayanda Walaza, champion du monde 2024. Il décroche la médaille d’argent en 10 s 22, derrière Walaza. Il prend également part à la finale du relais 4 × 100 m, où la Thaïlande termine cinquième.

## Palmarès
| Date | Compétition                    | Lieu       | Résultat | Épreuve   | Temps   |
| ---- | ------------------------------ | ---------- | -------- | --------- | ------- |
| 2022 | Jeux d'Asie du Sud-Est de 2021 | Hanoï      | 1er      | 200 m     | 20 s 37 |
| 2022 | Jeux d'Asie du Sud-Est de 2021 | Hanoï      | 1er      | 100 m     | 10 s 44 |
| 2022 | Jeux d'Asie du Sud-Est de 2021 | Hanoï      | 1er      | 4 × 100 m | 38 s 58 |
| 2022 | Championnats du monde juniors  | Cali       | 4e       | 100 m     | 10 s 12 |
| 2022 | Championnats d'Asie U18        | Koweït     | 1er      | 100 m     | 10 s 33 |
| 2022 | Championnats d'Asie U18        | Koweït     | 1er      | 200 m     | 21 s 53 |
| 2023 | Jeux d'Asie du Sud-Est de 2023 | Phnom Penh | –        | 200 m     | DNF     |
| 2023 | Championnats d'Asie            | Bangkok    | 1er      | 4 × 100 m | 38 s 55 |
| 2023 | Jeux asiatiques de 2022        | Hangzhou   | 2e       | 100 m     | 10 s 02 |
| 2023 | Jeux asiatiques de 2022        | Hangzhou   | 4e       | 4 × 100 m | 38 s 81 |
| 2024 | Championnats du monde juniors  | Lima       | 2e       | 100 m     | 10 s 22 |
| 2024 | Championnats du monde juniors  | Lima       | 3e       | 4 × 100 m | 39 s 39 |
| 2025 | Championnats d'Asie            | Gumi       | 2e       | 100 m     | 10 s 20 |
| 2025 | Championnats d'Asie            | Gumi       | 2e       | 4 × 100 m | 38 s 78 |
| 2025 | Universiade d'été 2025         | Bochum     | 2e       | 100 m     | 10 s 22 |
| 2025 | Universiade d'été 2025         | Bochum     | 5e       | 4 × 100 m | 39 s 34 |

## Records
| Épreuve | Temps                    | Lieu     | Date              |
| ------- | ------------------------ | -------- | ----------------- |
| 100 m   | 10 s 06 (+ 1,4 m/s) (NR) | Hangzhou | 30 septembre 2023 |
| 200 m   | 20 s 19 (+ 1,7 m/s) (NR) | Almaty   | 26 juin 2022      |